# Chesias cinereata
Chesias cinereata là một loài bướm đêm trong họ Geometridae.